# Mario Cuéllar
Mario Alberto Cuéllar Saavedra (Santa Cruz de la Sierra, 5 maggio 1989) è un calciatore boliviano, difensore del Ciudad Nueva Santa Cruz.

## Carriera

### Club
Ha militato nella massima serie boliviana.

### Nazionale
Viene convocato per la Copa América 2019.